# Zálezly
Obec Zálezly se nachází v okrese Prachatice, kraj Jihočeský. Žije zde 349 obyvatel.

## Historie
První písemná zmínka o obci pochází z roku 1370 a to v podobě přídomku Jana ze Zálezel. Od roku 1460 jsou v držení příslušníků rodu z Prostého a to až do konce 16. století, kdy je vyženil a poté hned prodal Vratislav z Mitrovic. Od roku 1597 se střídají majitelé, kteří zde sídlili pouze občas. Významným držitelem Zálezel byl Jindřich Michal Hýzrle z Chodů a hejtman prácheňského kraje Jan Oldřich Malovec na Zálezlích a Zdíkově (1663).

Roku 1697 získal ves Jan Václav Býšovec z Býšova a v letech 1705–1791 připadla Zádubským ze Schönthalu. Po nich převzala Zálezly hrabata Sickingenové a v letech 1835–1837 připadly Josefu Dresslerovi. Za vlastnictví tohoto pražského obchodníka potlačilo vojsko rebelii lčovických a malenických poddaných.
V roce 1883 koupil Zálezly společně se Lčovicemi projektant pražského Národního divadla Josef Zítek a vlastnil je až do své smrti v roce 1909. Na počátku 20. století vlastnila dvůr rodina Trittů.

V polovině 19. století se Zálezly staly samostatnou obcí a připadly k soudnímu okresu Volyně, v letech 1949–1960 patřily pod okres Vimperk, následně byly součástí okresu Prachatice. V roce 1910 žilo v 56 domech 359 obyvatel.

## Pamětihodnosti

### Tvrz
Kamenná stavba tvrze vznikla pravděpodobně v pohusitské době před rokem 1460. Z této doby se zachovala část věžového paláce s dovnitř otevřenou baštou. Do dnešních dnů se z původně středověkého sídla se v objektu čp. 45 dochovalo již přestavěné renesanční jádro, které se dodnes užívá k bydlení. Podsklepené věžovité obydlí na půdorysu čtverce stojí v jižní části vsi, v areálu rozparcelovaného poplužního dvora. Ve zvýšeném přízemí se nachází místnost s pozdně gotickou a renesanční valenou klenbou, s koutovými výsečnicemi a se vzorcem hřebínků. 
Dochována jsou i střílnová okénka a kamenné krakorce bývalého prevetu. Palác tvrze měl i horní polopatro, střecha byla stanová, pravděpodobně i s atikou, hlavní patro zpřístupňovala pavlač. Podoba tvrze je vyobrazena v cestopise Jindřicha Hýzrle z Chodů z roku 1612 (originál vyobrazení uložen v knihovně Národního muzea v Praze).

### Škola
Postavena v roce 1872 podle projektu architekta Josefa Zítka, který vlastnil nedaleké lčovické panství. Škola byla v druhé polovině 20. století zrušena a dnes je objekt využíván k soukromým účelům.

### Kaple Svatého Jana Nepomuckého
Postavena v roce 1852. Mešní svatyně s věžičkou nad průčelím prošla v roce 1913 rekonstrukcí. Oltář pochází z poloviny 19. století.

### Hradiště Věnec
Hradiště Věnec jsou pozůstatky pozdně halštatského až časně laténského hradiště se rozkládají na stejnojmenném vrcholu (765 m) asi 2 km jihozápadně od obce, z velké části právě v jejím katastru.

## Části obce
- Zálezly
- Bolíkovice

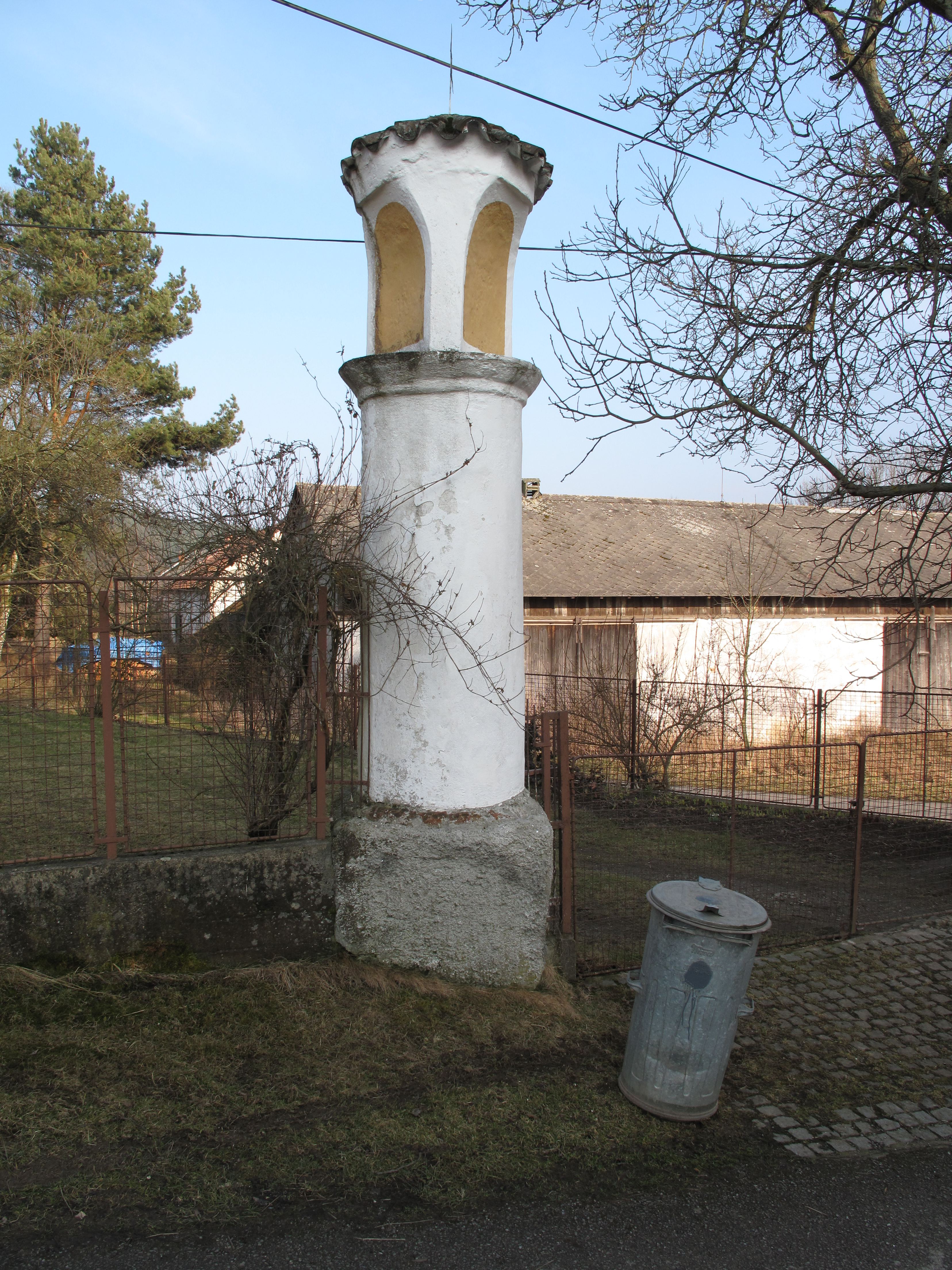
Sloup

- Kovanín – Ve vsi několik stavení ve stylu selského baroka. Nejzajímavější je objekt čp. 15 z roku 1843 s reliéfy ve středu štítu (stromečky, střapce a nápis) od zednického mistra Jakuba Bursy.
- Setěchovice